# هاوسوایلر
هاوسوایلر (به آلمانی: Hausweiler) یک شهر در آلمان است که در Lauterecken-Wolfstein واقع شده‌است. هاوسوایلر ۵۲ نفر جمعیت دارد.